# Quadro de medalhas dos Jogos Olímpicos de Verão de 1912
Este é o Quadro de medalhas dos Jogos Olímpicos de Verão de 1912, realizados em Estocolmo, Suécia. O ordenamento é feito pelo número de medalhas de ouro, estando as medalhas de prata e bronze como critérios de desempate em caso de países com o mesmo número de ouros. Se, após esse critério, os países continuarem empatados, posicionamento igual é dado e eles são listados alfabeticamente. Este é o sistema utilizado pelo Comitê Olímpico Internacional.

## Países participantes

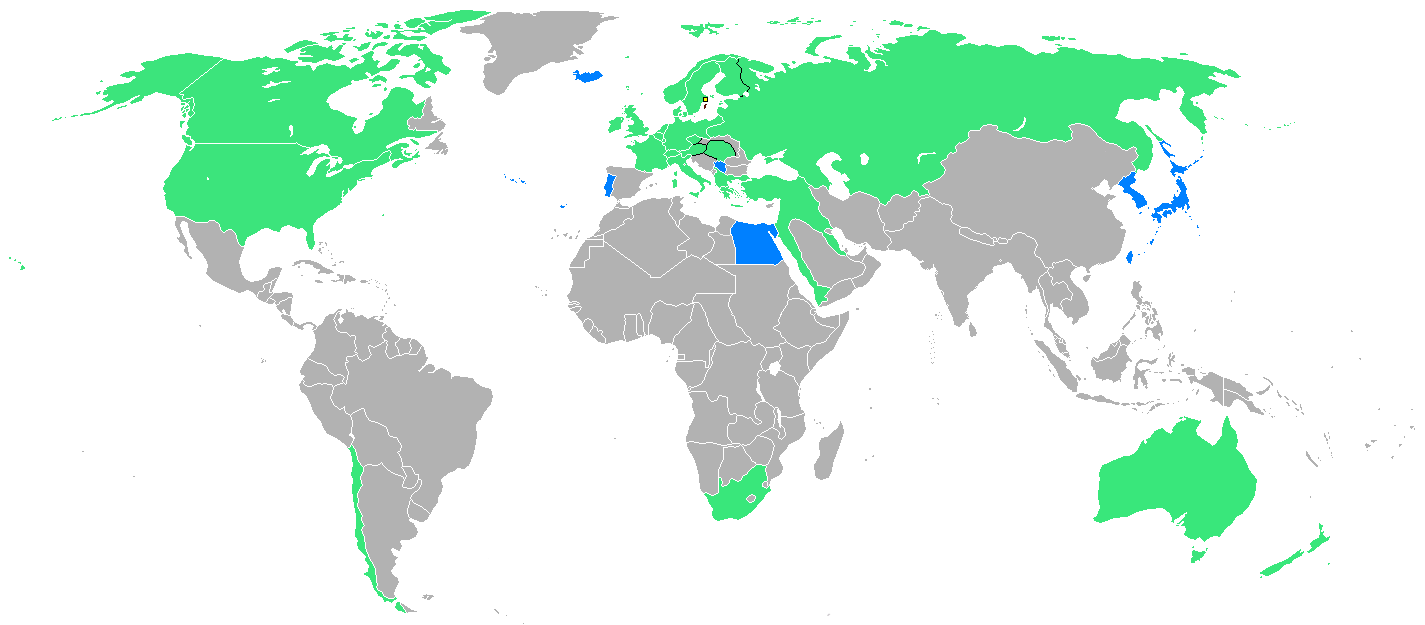
Participantes

- ANZ Australásia (equipe conjunta da Austrália e Nova Zelândia, ambas nações independentes)
- AUT Áustria ( Áustria-Hungria)
- BEL Bélgica
- BOH Boêmia (atual Chéquia)
- CAN Canadá
- CHI Chile
- DEN Dinamarca
- EGY Egito (Turquia)
- FIN Finlândia (Império Russo)
- FRA França
- GER Alemanha
- GBR Grã-Bretanha e Irlanda
- GRE Grécia
- HUN Hungria ( Áustria-Hungria)
- ISL Islândia (Dinamarca)
- ITA Itália
- JPN Japão
- LUX Luxemburgo
- NED Países Baixos
- NOR Noruega
- POR Portugal
- RU1 Império Russo
- SRB Sérvia
- RSA África do Sul
- SWE Suécia
- SUI Suíça
- TUR Turquia
- USA Estados Unidos

## Quadro de medalhas
| Ordem | País               | Medalha de ouro | Medalha de prata | Medalha de bronze |    |
| ----- | ------------------ | --------------- | ---------------- | ----------------- | -- |
| 1     | USA Estados Unidos | 25              | 19               | 19                | 63 |
| 2     | SWE Suécia         | 24              | 24               | 17                | 65 |
| 3     | GBR Grã-Bretanha   | 10              | 15               | 16                | 41 |
| 4     | FIN Finlândia      | 9               | 8                | 9                 | 26 |
| 5     | FRA França         | 7               | 4                | 3                 | 14 |
| 6     | GER Alemanha       | 5               | 13               | 7                 | 25 |
| 7     | RSA África do Sul  | 4               | 2                |                   | 6  |
| 8     | NOR Noruega        | 4               | 1                | 4                 | 9  |
| 9     | CAN Canadá         | 3               | 2                | 3                 | 8  |
| 10    | HUN Hungria        | 3               | 2                | 3                 | 8  |
| 11    | ITA Itália         | 3               | 1                | 2                 | 6  |
| 12    | ANZ Australásia    | 2               | 2                | 3                 | 7  |
| 13    | BEL Bélgica        | 2               | 1                | 3                 | 6  |
| 14    | DEN Dinamarca      | 1               | 6                | 5                 | 12 |
| 15    | GRE Grécia         | 1               |                  | 1                 | 2  |
| 16    | RU1 Império Russo  |                 | 2                | 3                 | 5  |
| 17    | AUT Áustria        |                 | 2                | 2                 | 4  |
| 18    | NED Países Baixos  |                 |                  | 3                 | 3  |

Australásia -  Medalhas conquistadas pela Austrália, Nova Zelândia e ilhas do Pacífico Sul, que nos Jogos de 1908 e 1912 competiram sob uma só bandeira, representando a Oceania, então conhecida como Australásia. Suas medalhas foram congeladas e mantidas.